# سیتیک پسیفیک

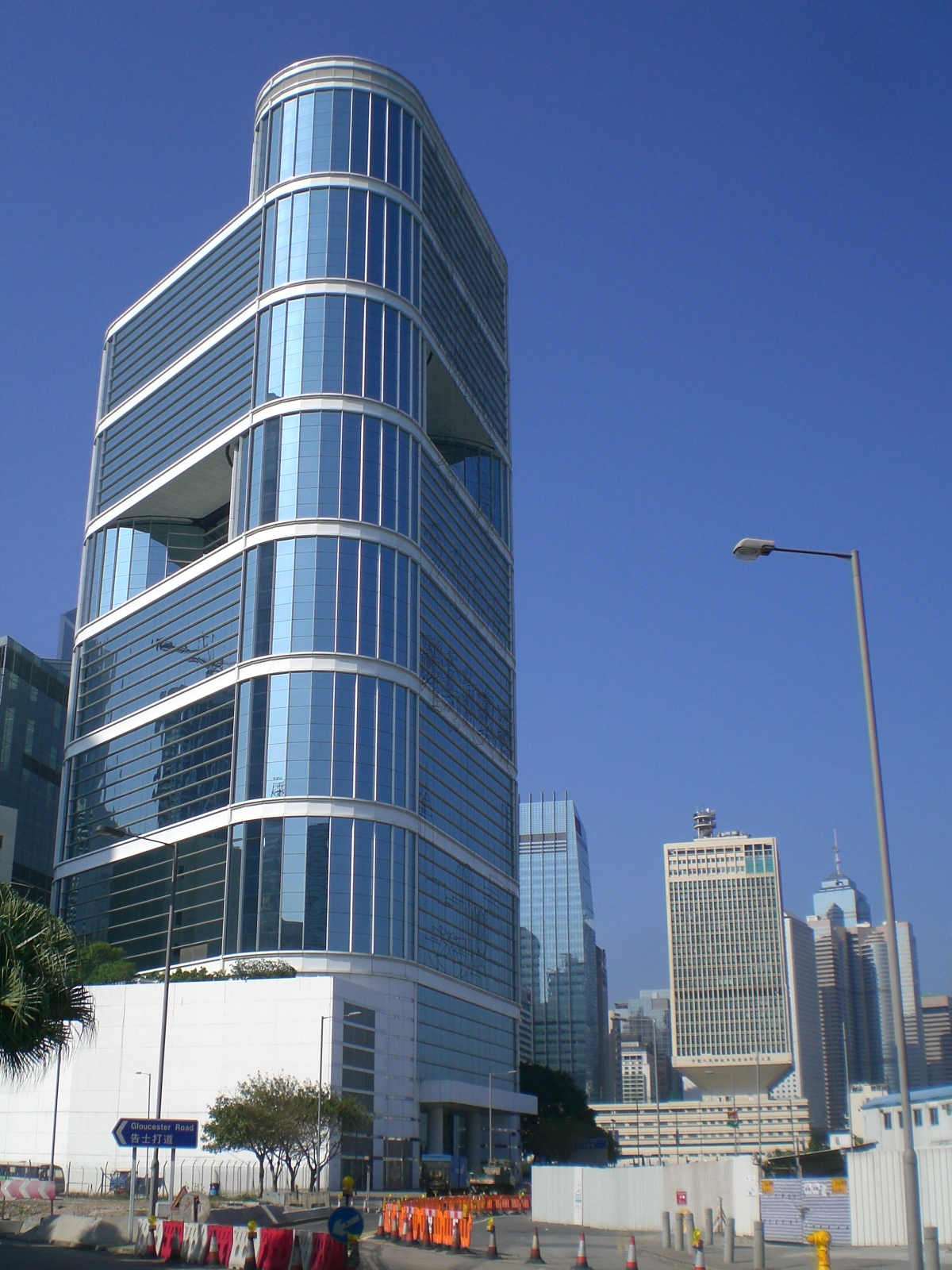
برج سیتیک، ساختمان مرکزی سیتیک پسیفیک در هنگ کنگ

سیتیک پسیفیک (به انگلیسی: CITIC Pacific) شرکت هلدینگ خوشه‌ای هنگ کنگی است، که در زمینه تولید فولاد، سنگ آهن و مواد اولیه، توسعه املاک و مستغلات، زیرساخت‌های شهری و تولید برق فعالیت می‌کند.
شرکت سیتیک پسیفیک در سال ۱۹۹۰ تأسیس شد و در حال حاضر شرکت تابعه‌ای از گروه سیتیک می‌باشد.
دفتر مرکزی این شرکت در برج سیتیک، هنگ کنگ قرار دارد و بخشی از سهام آن در بازار بورس اوراق بهادار هنگ کنگ معامله می‌شود.